# Тыжных, Александр Владимирович
Александр Владимирович Тыжных (род. 26 мая 1958, Челябинск, СССР) — советский хоккеист, вратарь. Тренер и спортивный агент.

## Биография
Младший брат хоккеиста Сергея Тыжных.
Воспитанник хоккейного клуба «Трактор». В составе челябинской команды провёл два сезона в чемпионате СССР.
В 1976 году перешёл в ЦСКА. Провёл несколько матчей за сборную Советского Союза на Кубке Канады 1984 года.
Сезон 1988/89 провёл в уфимском «Салавате Юлаеве».
В 1989 году уехал в Канаду, выступал за клуб АХЛ «Кейп-Бретон Ойлерз». В 1991 году завершил карьеру хоккеиста.
После ухода из спорта открыл хоккейную школу в канадском городе Сидни. Позже стал хоккейным агентом. Совместно с двумя канадскими юристами руководитель агентства «Фиделис менеджмент спорт групп».